# Willi Kutz
Willi Kutz (* 14. Juli 1904 in Magdeburg; † Februar 1945 in Berlin-Spandau) war Widerstandskämpfer gegen den Nationalsozialismus und Politiker der KPD.

## Leben
Kutz erlernte den Beruf des Modelltischlers. 1922 trat er der Kommunistischen Jugend Deutschlands bei. Im Jahr 1925 wurde er dann Mitglied der KPD und des Rotfrontkämpferbundes, dessen Organisationsleiter er 1930 für den Gau Magdeburg-Anhalt wurde.
Nach der Machtergreifung der Nationalsozialisten engagierte er sich im Widerstand. Auf einer Abzugsmaschine stellte er illegale Zeitungen der KPD her. Neben der Tribüne druckte er Das Braunbuch, Die Junge Garde und Prolet. Er hielt auch die Verbindung zur Rot-Sport-Gruppe Magdeburg, deren Mitglieder er mit illegalen Schriften versorgte.
Am 27. Februar 1936 wurde er verhaftet und später zu einer neunjährigen Zuchthausstrafe verurteilt. Er verbüßte die Haft in Anstalten in Coswig, Amberg, Papenburg, Sonnenburg und Brandenburg. Zuletzt wurde er wohl nach Berlin-Spandau verlegt, wo er ermordet wurde.

## Ehrung
Die Stadt Magdeburg benannte ihm zu Ehren eine Straße als Kutzstraße.